# Vinca difformis
Vinca difformis là một loài thực vật có hoa trong họ La bố ma. Loài này được Pourr. miêu tả khoa học đầu tiên năm 1788.

## Hình ảnh

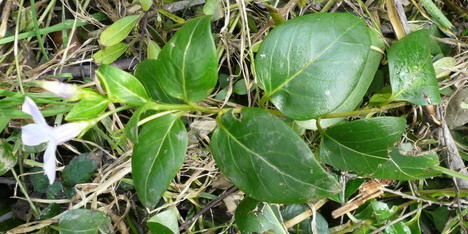
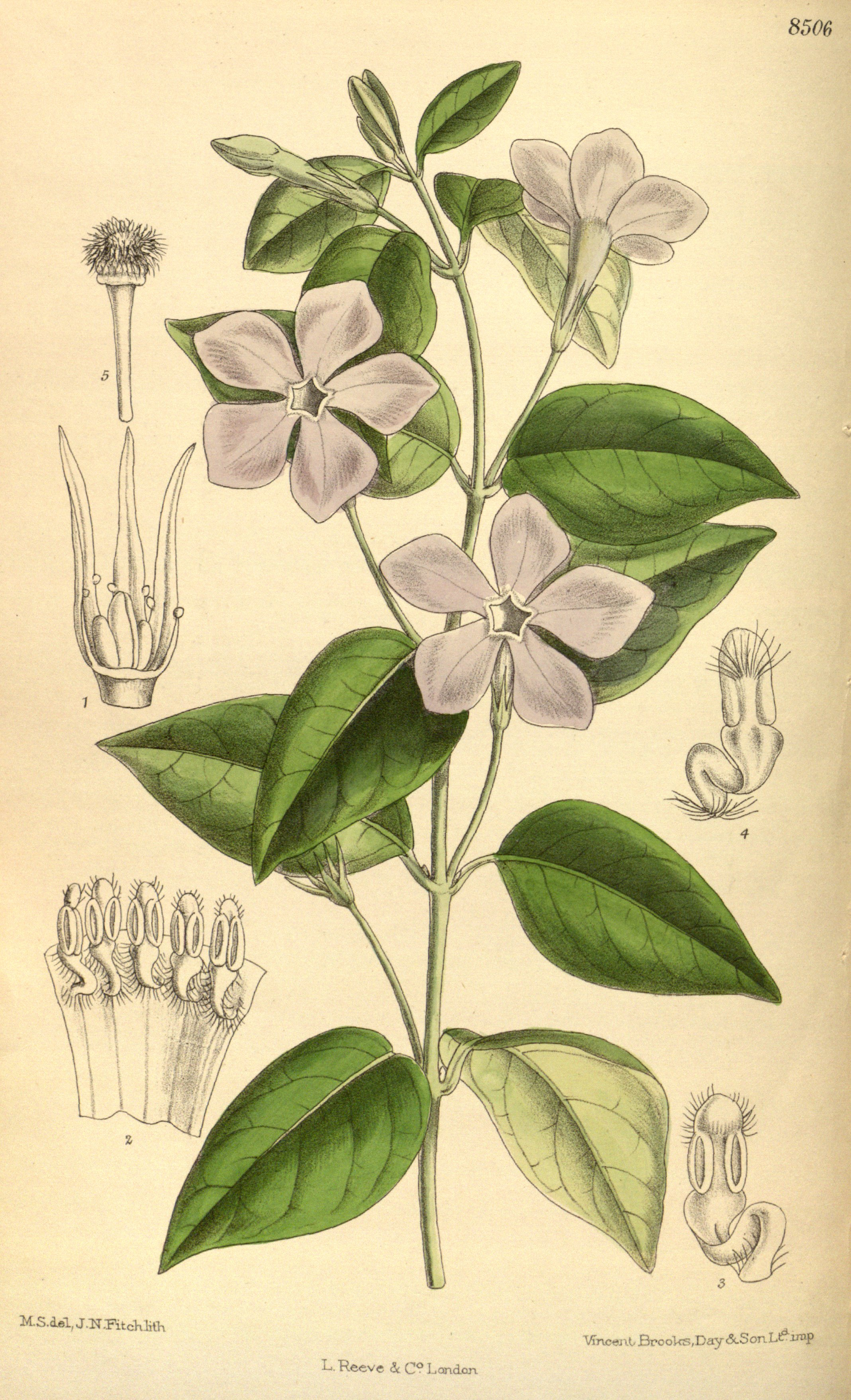
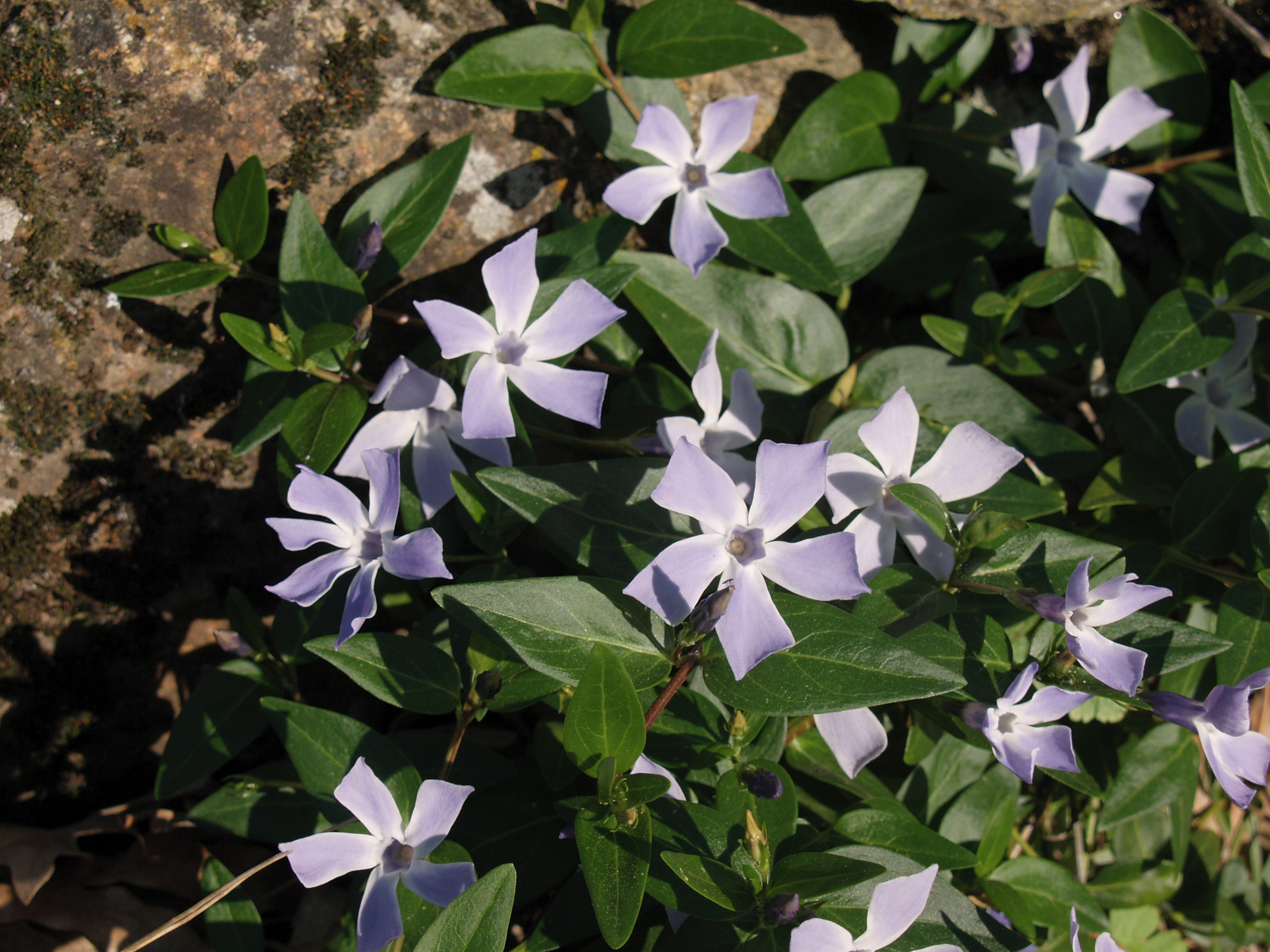
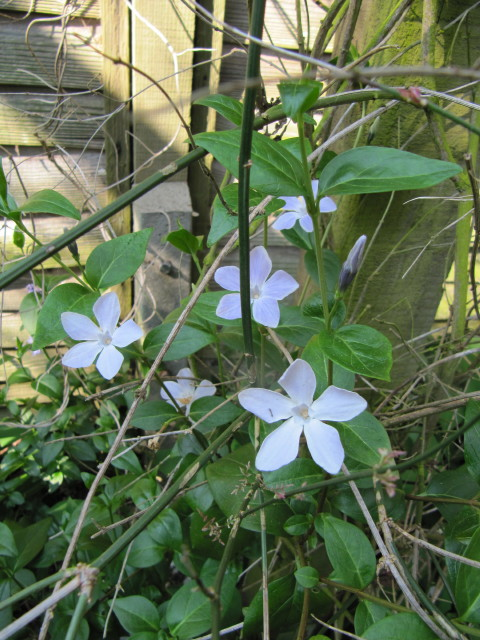